# Camugnano
Camugnano (emilián nyelven Camugnàn vagy Camgnèin) település Olaszországban, Emilia-Romagna régióban, Bologna megyében. Lakosainak száma 1818 fő (2023. január 1.). Camugnano Cantagallo, Castel di Casio, Castiglione dei Pepoli, Grizzana Morandi, Sambuca Pistoiese és Vernio községekkel határos.

## Népesség
A település népességének változása:

| 2018 | 1 839 |
| 2023 | 1 818 |